# Комаров, Борис Дмитриевич
Борис Дмитриевич Комаров (20 февраля 1928 — 12 декабря 2024) — советский и российский хирург, доктор медицинских наук (1967), профессор (1968), член-корреспондент РАМН (1982) и РАН (2014), действительный член РАМТН (1995), директор НИИ Скорой помощи имени Н. В. Склифосовского (1968—1986), заслуженный деятель науки Российской Федерации (2004).

## Биография
Родился 20 февраля 1928 года в селе Мордово Тамбовской губернии (ныне рабочий посёлок Мордово Мордовского района Тамбовской области). Мать и отец деревенские жители, росли в многодетных семьях. После раскулачивания семья переехала в Сталинград, работать на Сталинградском тракторном заводе. В боях за Сталинград он получил травму и был эвакуирован в Уральск, где с 1942 по 1945 год работал разнорабочим на заводе № 22 и получил третий разряд слесаря.
Имея склонность к рисованию, приехал в Москву с желанием поступить учиться в училище имени Васнецова, но поступает в итоге во 2-й Московский медицинский институт, который окончил в 1953 году. Затем в течение 15 лет работал там ординатором, ассистентом и доцентом на кафедре факультетской хирургии, которой заведовал академик А. Н. Бакулев. В 1957 году защитил кандидатскую, а в 1967 году докторскую диссертацию.
В 1968 году получил звание профессора и был назначен на должность директора института имени Н. В. Склифосовского, сменив М. М. Тарасова, руководившего с 1952 года.  Директором проработал 18 лет. За время его руководства была проведена реконструкция Института Склифосовского. По совместительству руководил хирургической клиникой института. Одновременно руководил всесоюзным научно-информационным центром скорой и неотложной медицинской помощи Министерства здравоохранения СССР. Оставаясь на этом посту до 1986 года он параллельно занимал должности главного хирурга медицинской службы гражданской обороны Министерства обороны СССР (c 1970 года) и генерального директора Московского научно-практического объединения «Скорая медицинская помощь» (с 1976 года).
В 1982 году избран членом-корреспондентом Российской академии медицинских наук (РАМН). С 1985 года проводил научные и опытноконструкторские разработки в НПО «Экран» (Всероссийский научно-исследовательский институт медицинской техники Минздрава РФ).
С 1990 года заведовал научно-клиническим отделом хирургических заболеваний органов пищеварения Центрального научно-исследовательского института гастроэнтерологии Департамента здравоохранения города Москвы.
Был главным научным сотрудником отделения высокотехнологичной хирургии и хирургической эндоскопии Московского клинического научного центра (МКНЦ).
Автор более 400 научных работ, в том числе 25 монографий, руководств, учебника по скорой медицинской помощи и справочника операционных сестер; под редакцией Б. Д. Комарова организовано издание и выпущено более 60 томов трудов НИИ скорой помощи, посвященных актуальным проблемам экстремальной медицины. Автор 22 авторских свидетельств, рационализаторских предложений и опытно-конструкторских разработок. Им подготовлены 46 докторов и кандидатов медицинских наук. Многие из них возглавили кафедры хирургии, стали профессорами.
В 2013 году в издательстве «Молодая гвардия» вышла книга «Боль сердца моего», в которой Б. Д. Комаров поделился своими воспоминаниями о работе в институте имени Н. В. Склифосовского в 1960—1980-е годы.
Умер 12 декабря 2024 года в возрасте 96 лет.

## Семья
Жена — военный химик. Сын — хирург, дочь — кардиолог.

## Избранные научные труды
- Бакулев А. Н., Комаров Б. Д. Хирургическое лечение больных с аневризмами грудной аорты // Грудная хирургия. 1963. № 1. С. 65—67.
- Справочник операционной и перевязочной сестры / под ред. Б. Д. Комарова. М.: Медицина, 1976. 317 с.
- Основы организации скорой медицинской помощи (догоспитальный этап) / под ред. Б. Д. Комарова. М.: Медицина, 1979. 216 с.
- Основы организации экстренной стационарной медицинской помощи / под ред. Б. Д. Комарова. М.: Медицина, 1981. 240 с.
- Лечение пострадавших с травмами груди и живота на этапах медицинской эвакуации / под ред. Б. Д. Комарова, А. П. Кузьмичева. М.: Медицина, 1979. 112 с.
- Комаров, Б. Д. Повреждения пищевода / Б. Д. Комаров, Н. Н. Каншин, М. М. Абакумов. М.: Медицина, 1981. 176 с.
- Комаров, Б. Д. Хирургические методы лечения острых отравлений / Б. Д. Комаров, Е. А. Лужников, И. И. Шиманко. М.: Медицина, 1981. 283 с.
- Комаров, Б. Д. Позиционная компрессия тканей (синдром позиционного сдавления) / Б. Д. Комаров, И. И. Шиманко. М.: Медицина, 1984. 176 с.
- Неотложная хирургическая помощь при травмах: рук. для врачей нехирург. профиля / М. М. Абакумов [и др.] / под ред. Б. Д. Комарова. М.: Медицина, 1984. 267 с.
- Скорая медицинская помощь / под ред. Б. Д. Комарова. М.: Медицина, 1984. 304 с.
- Комаров, Б. Д. Клинико-физиологические методы исследования в неотложной хирургии / Б. Д. Комаров, А. М. Ишмухаметов / АМН СССР. М.: Медицина, 1985. 272 с.
- Справочник операционной и перевязочной сестры / под ред. Б. Д. Комарова; сост. М. М. Абакумова. Изд. 2-е, перераб. и доп. М.: Медицина, 1985. 480 с.
- Основы организации экстренной специализированной медицинской помощи: рук. для врачей / Б. Д. Комаров [и др.]. М.: Медицина, 1986. 272 с.

## Награды
- Медаль «В ознаменование 100-летия со дня рождения Владимира Ильича Ленина» (1970)[2],
- Серебряная медаль ВДНХ (1971, 1972)[2],
- Орден Трудового Красного Знамени (1976)[2],
- Медаль к 100-летию освобождения Болгарии (1978)[2],
- Золотая медаль ВДНХ (1980, 1987)[2],
- Юбилейная медаль «50 лет Победы в Великой Отечественной войне 1941—1945 гг.» (1995)[2],
- Медаль «В память 850-летия Москвы» (1997)[2],
- Медаль «За доблестный труд в Великой Отечественной войне 1941—1945 гг.» (1998)[2].
- Юбилейная медаль «60 лет Победы в Великой Отечественной войне 1941—1945 гг.» (2005)[2],